# England Counties
Con il nome di England Counties  si definisce una selezione federale di rugby XV sotto la giurisdizione della Rugby Football Union, organismo di governo di tale sport in Inghilterra.
Fu istituita nel settembre 2001 come rappresentativa di giocatori militanti nelle divisioni inferiori alla Premiership.
Requisito di idoneità a tale selezione è, ovviamente a parte quello di appartenere alla Federazione inglese, non avere mai militato in Premiership ed essere tesserato per il campionato nazionale delle contee.
In precedenza una selezione simile, denominata National Division XV, era scesa in campo contro selezioni extraeuropee in tour in Europa.
L'esordio avvenne nel 2002 con un tour in Cile, dove superò la nazionale maggiore locale.
Nel 2003 seguì un tour in Romania e Francia, dove affrontò per la prima volta quella che sarebbe diventato il suo avversario "naturale", la selezione "France Amateurs"). La sconfitta non fu riscattata neppure nella rivincita giocata in Inghilterra nel dicembre 2003
Altro tour promozionale in Canada si svolse nel 2004 .
Nel 2005 arrivò finalmente la prima vittoria contro gli avversari francesi e seguì un tour in Argentina e Uruguay, con una secca vittoria contro la nazionale maggiore di quest'ultimo paese.
Nel 2006 dopo un successo in terra francese, seguì un test casalingo con la Tunisia
Il 2007, vide la selezione affrontare per la prima volta una selezione analoga Irlandese ("Irish Clubs XV"), quindi ancora gli amatori francesi ed infine la nazionale maggiore russa al termine di un tour.
Sempre nel 2007 ha partecipato ad un torneo riservato alle nazionali amatoriali, in contemporanea alla coppa del mondo. Per il 2008 è previsto un tour in Nord America.